# Ineke Nijssen
Ineke Nijssen (Eindhoven, 9 december 1960) is een Nederlandse actrice professioneel actief in Vlaanderen.
Ze werd agogisch toneelkunstenaar aan de Toneelacademie Maastricht en bouwde haar carrière uit in Vlaanderen. Ze was actief in het Gentse Speelteater van Eva Bal, en sinds de oprichting in 1992 van de Toneelgroep Ceremonia van Eric De Volder. Ook in de hieruit gegroeide groep het Koninklijk Instituut voor Podiumkunsten (het KIP) speelde ze meerdere stukken zoals Achter 't eten met Marijke Pinoy en Allô Papa? met Robrecht Vanden Thoren, de laatste twee uit 2014.
In de kortfilm Tanghi Argentini van Guido Thys uit 2006 vertolkt ze de rol van Gaby. De kortfilm werd geselecteerd voor de Beste Korte Speelfilm op de 80ste uitreiking van de Academy Awards maar kon de nominatie niet verzilveren met een Oscar.
In de langspeelfilm Little Black Spiders van Patrice Toye uit 2012 vertolkt ze zuster Simone, een rol die haar een in 2012 een nominatie opleverde voor de Beste Actrice in een Bijrol tijdens de Ensors. 
Op televisie verwierf ze bekendheid in het improvisatietheaterprogramma Onvoorziene Omstandigheden van Mark Uytterhoeven, en het eveneens op improvisatie gebaseerde De Rederijkers van Johan Terryn. Daarnaast had ze ook een rol in Daar is de deur op Ketnet en 24 op 24 op één.
In de televisieserie Vriendinnen (winterseizoen 2014-2015) speelt ze de weduwe en moeder van Nel, Martha. Daarnaast vertolkte ze ook kleinere rollen en gastrollen in onder meer Kulderzipken, Vermist en Vossenstreken.